# Teruyuki Moniwa
Teruyuki Moniwa, född 8 september 1981 i Kanagawa prefektur, Japan, är en japansk fotbollsspelare som sedan 2015 spelar för Cerezo Osaka.